# Lista över fornlämningar i Falköpings kommun (Håkantorp)
Lista över fornlämningar i Falköpings kommun (Håkantorp) är en förteckning av ett urval av de fornlämningar som finns i Håkantorp i Falköpings kommun.
| Namn                      | Lämningstyp  | Tillkomsttid | Historisk indelning      | Plats | Läge                 | ID-nr          | Bild                                      |
| ------------------------- | ------------ | ------------ | ------------------------ | ----- | -------------------- | -------------- | ----------------------------------------- |
| Håkantorp 1:1             | Stensättning |              | Håkantorp, Västergötland |       | 58.264381, 13.629024 | 10193300010001 | Ladda upp en bild av detta fornminne      |
| Håkantorp 2:1             | Stensättning |              | Håkantorp, Västergötland |       | 58.252572, 13.622290 | 10193300020001 | Ladda upp en bild av detta fornminne      |
| Håkantorp 2:2             | Stensättning |              | Håkantorp, Västergötland |       | 58.252512, 13.622480 | 10193300020002 | Ladda upp en bild av detta fornminne      |
| Håkantorp 4:1             | Stensättning |              | Håkantorp, Västergötland |       | 58.250466, 13.630029 | 10193300040001 | Ladda upp en bild av detta fornminne      |
| Håkantorp 5:1             | Stensättning |              | Håkantorp, Västergötland |       | 58.253995, 13.619938 | 10193300050001 | Ladda upp en bild av detta fornminne      |
| Hökaröret (Håkantorp 6:1) | Röse         |              | Håkantorp, Västergötland |       | 58.253146, 13.617882 | 10193300060001 | Ladda upp en bild av detta fornminne      |
| Hökaröret (Håkantorp 6:2) | Stensättning |              | Håkantorp, Västergötland |       | 58.253010, 13.617753 | 10193300060002 | Ladda upp en bild av detta fornminne      |
| Hökaröret (Håkantorp 6:3) | Stensättning |              | Håkantorp, Västergötland |       | 58.252945, 13.617620 | 10193300060003 | Ladda upp en bild av detta fornminne      |
| Håkantorp 7:1             | Stensättning |              | Håkantorp, Västergötland |       | 58.252363, 13.617122 | 10193300070001 | Ladda upp en bild av detta fornminne      |
| Håkantorp 8:1             | Stensättning |              | Håkantorp, Västergötland |       | 58.253251, 13.615560 | 10193300080001 | Ladda upp en bild av detta fornminne      |
| Håkantorp 9:1             | Stensättning |              | Håkantorp, Västergötland |       | 58.254324, 13.617711 | 10193300090001 | Ladda upp en bild av detta fornminne      |
| Håkantorp 9:2             | Stensättning |              | Håkantorp, Västergötland |       | 58.254400, 13.617228 | 10193300090002 | Ladda upp en bild av detta fornminne      |
| Håkantorp 9:3             | Hög          |              | Håkantorp, Västergötland |       | 58.254542, 13.617325 | 10193300090003 | Ladda upp en bild av detta fornminne      |
| Håkantorp 9:4             | Hög          |              | Håkantorp, Västergötland |       | 58.254339, 13.616416 | 10193300090004 | Ladda upp en bild av detta fornminne      |
| Håkantorp 11:1            | Röse         |              | Håkantorp, Västergötland |       | 58.253756, 13.610763 | 10193300110001 | Ladda upp en bild av detta fornminne      |
| Håkantorp 12:1            | Röse         |              | Håkantorp, Västergötland |       | 58.254176, 13.610420 | 10193300120001 | Ladda upp en bild av detta fornminne      |
| Håkantorp 16:1            | Röse         |              | Håkantorp, Västergötland |       | 58.252998, 13.608947 | 10193300160001 | Ladda upp en bild av detta fornminne      |
| Håkantorp 16:3            | Röse         |              | Håkantorp, Västergötland |       | 58.252839, 13.609109 | 10193300160003 | Ladda upp en bild av detta fornminne      |
| Håkantorp 17:1            | Stensättning |              | Håkantorp, Västergötland |       | 58.252254, 13.609220 | 10193300170001 | Ladda upp en bild av detta fornminne      |
| Håkantorp 18:1            | Stensättning |              | Håkantorp, Västergötland |       | 58.252386, 13.606903 | 10193300180001 | Ladda upp en bild av detta fornminne      |
| Håkantorp 18:2            | Stensättning |              | Håkantorp, Västergötland |       | 58.252199, 13.607038 | 10193300180002 | Ladda upp en bild av detta fornminne      |
| Håkantorp 18:3            | Stensättning |              | Håkantorp, Västergötland |       | 58.252011, 13.607272 | 10193300180003 | Ladda upp en bild av detta fornminne      |
| Håkantorp 18:4            | Stensättning |              | Håkantorp, Västergötland |       | 58.251768, 13.607628 | 10193300180004 | Ladda upp en bild av detta fornminne      |
| Håkantorp 18:5            | Stensättning |              | Håkantorp, Västergötland |       | 58.251639, 13.607801 | 10193300180005 | Ladda upp en bild av detta fornminne      |
| Håkantorp 19:1            | Röse         |              | Håkantorp, Västergötland |       | 58.254847, 13.608192 | 10193300190001 | Ladda upp en bild av detta fornminne      |
| Håkantorp 20:1            | Stensättning |              | Håkantorp, Västergötland |       | 58.257983, 13.611465 | 10193300200001 | Ladda upp en bild av detta fornminne      |
| Håkantorp 21:1            | Stensättning |              | Håkantorp, Västergötland |       | 58.256743, 13.612023 | 10193300210001 | Ladda upp en bild av detta fornminne      |
| Håkantorp 22:1            | Stensättning |              | Håkantorp, Västergötland |       | 58.255786, 13.610539 | 10193300220001 | Ladda upp en bild av detta fornminne      |
| Håkantorp 23:1            | Stensättning |              | Håkantorp, Västergötland |       | 58.248266, 13.619058 | 10193300230001 | Ladda upp en bild av detta fornminne      |
| Håkantorp 24:1            | Stensättning |              | Håkantorp, Västergötland |       | 58.249682, 13.621775 | 10193300240001 | Ladda upp en bild av detta fornminne      |
| Håkantorp 25:1            | Stensättning |              | Håkantorp, Västergötland |       | 58.250819, 13.619655 | 10193300250001 | Ladda upp en bild av detta fornminne      |
| Håkantorp 27:1            | Röse         |              | Håkantorp, Västergötland |       | 58.250435, 13.613703 | 10193300270001 | Ladda upp en bild av detta fornminne      |
| Håkantorp 27:2            | Stensättning |              | Håkantorp, Västergötland |       | 58.250630, 13.613414 | 10193300270002 | Ladda upp en bild av detta fornminne      |
| Håkantorp 28:1            | Röse         |              | Håkantorp, Västergötland |       | 58.249017, 13.613351 | 10193300280001 | Ladda upp en bild av detta fornminne      |
| Håkantorp 28:2            | Röse         |              | Håkantorp, Västergötland |       | 58.248891, 13.613433 | 10193300280002 | Ladda upp en bild av detta fornminne      |
| Håkantorp 28:3            | Stensättning |              | Håkantorp, Västergötland |       | 58.248756, 13.613580 | 10193300280003 | Ladda upp en bild av detta fornminne      |
| Håkantorp 29:1            | Stensättning |              | Håkantorp, Västergötland |       | 58.247504, 13.615655 | 10193300290001 | Ladda upp en bild av detta fornminne      |
| Håkantorp 30:1            | Röse         |              | Håkantorp, Västergötland |       | 58.248250, 13.617778 | 10193300300001 | Ladda upp en bild av detta fornminne      |
| Håkantorp 31:1            | Röse         |              | Håkantorp, Västergötland |       | 58.247320, 13.619103 | 10193300310001 | Ladda upp en bild av detta fornminne      |
| Håkantorp 31:2            | Stensättning |              | Håkantorp, Västergötland |       | 58.247136, 13.619128 | 10193300310002 | Ladda upp en bild av detta fornminne      |
| Håkantorp 31:3            | Stensättning |              | Håkantorp, Västergötland |       | 58.247057, 13.619191 | 10193300310003 | Ladda upp en bild av detta fornminne      |
| Håkantorp 31:4            | Stensättning |              | Håkantorp, Västergötland |       | 58.246967, 13.619086 | 10193300310004 | Ladda upp en bild av detta fornminne      |
| Håkantorp 32:1            | Röse         |              | Håkantorp, Västergötland |       | 58.246676, 13.617752 | 10193300320001 | Ladda upp en bild av detta fornminne      |
| Håkantorp 33:1            | Stensättning |              | Håkantorp, Västergötland |       | 58.245348, 13.619546 | 10193300330001 | Ladda upp en bild av detta fornminne      |
| Håkantorp 34:1            | Röse         |              | Håkantorp, Västergötland |       | 58.244776, 13.623419 | 10193300340001 | Ladda upp en bild av detta fornminne      |
| Håkantorp 35:1            | Stensättning |              | Håkantorp, Västergötland |       | 58.244946, 13.618537 | 10193300350001 | Ladda upp en bild av detta fornminne      |
| Håkantorp 36:1            | Stensättning |              | Håkantorp, Västergötland |       | 58.244137, 13.628772 | 10193300360001 | Ladda upp en bild av detta fornminne      |
| Håkantorp 37:1            | Stensättning |              | Håkantorp, Västergötland |       | 58.244410, 13.629823 | 10193300370001 | Ladda upp en bild av detta fornminne      |
| Håkantorp 38:1            | Stensättning |              | Håkantorp, Västergötland |       | 58.246260, 13.630936 | 10193300380001 | Ladda upp en bild av detta fornminne      |
| Håkantorp 39:1            | Stensättning |              | Håkantorp, Västergötland |       | 58.247618, 13.631670 | 10193300390001 | Ladda upp en bild av detta fornminne      |
| Håkantorp 40:1            | Stensättning |              | Håkantorp, Västergötland |       | 58.245513, 13.629041 | 10193300400001 | Ladda upp en bild av detta fornminne      |
| Håkantorp 41:1            | Stensättning |              | Håkantorp, Västergötland |       | 58.246726, 13.634794 | 10193300410001 | Ladda upp en bild av detta fornminne      |
| Håkantorp 41:2            | Stenkrets    |              | Håkantorp, Västergötland |       | 58.246826, 13.634961 | 10193300410002 | Ladda upp en bild av detta fornminne      |
| Håkantorp 41:3            | Stensättning |              | Håkantorp, Västergötland |       | 58.246908, 13.635087 | 10193300410003 | Ladda upp en bild av detta fornminne      |
| Håkantorp 41:4            | Stensättning |              | Håkantorp, Västergötland |       | 58.247231, 13.634502 | 10193300410004 | Ladda upp en bild av detta fornminne      |
| Runshall (Håkantorp 42:1) | Runristning  |              | Håkantorp, Västergötland |       | 58.242935, 13.601252 | 10193300420001 | Ladda upp en till bild av detta fornminne |
| Håkantorp 43:1            | Stensättning |              | Håkantorp, Västergötland |       | 58.246868, 13.609478 | 10193300430001 | Ladda upp en bild av detta fornminne      |
| Håkantorp 44:1            | Stensättning |              | Håkantorp, Västergötland |       | 58.245801, 13.608095 | 10193300440001 | Ladda upp en bild av detta fornminne      |
| Håkantorp 44:2            | Stensättning |              | Håkantorp, Västergötland |       | 58.245974, 13.608579 | 10193300440002 | Ladda upp en bild av detta fornminne      |
| Håkantorp 48:1            | Stensättning |              | Håkantorp, Västergötland |       | 58.251017, 13.595151 | 10193300480001 | Ladda upp en bild av detta fornminne      |
| Håkantorp 49:1            | Stensättning |              | Håkantorp, Västergötland |       | 58.248761, 13.595949 | 10193300490001 | Ladda upp en bild av detta fornminne      |
| Håkantorp 49:2            | Stensättning |              | Håkantorp, Västergötland |       | 58.248899, 13.596078 | 10193300490002 | Ladda upp en bild av detta fornminne      |
| Håkantorp 49:3            | Stensättning |              | Håkantorp, Västergötland |       | 58.248920, 13.595505 | 10193300490003 | Ladda upp en bild av detta fornminne      |
| Håkantorp 50:1            | Stensättning |              | Håkantorp, Västergötland |       | 58.246481, 13.601218 | 10193300500001 | Ladda upp en bild av detta fornminne      |
| Håkantorp 50:2            | Stensättning |              | Håkantorp, Västergötland |       | 58.246580, 13.600827 | 10193300500002 | Ladda upp en bild av detta fornminne      |
| Håkantorp 50:3            | Stensättning |              | Håkantorp, Västergötland |       | 58.246315, 13.601211 | 10193300500003 | Ladda upp en bild av detta fornminne      |
| Håkantorp 51:1            | Stensättning |              | Håkantorp, Västergötland |       | 58.245061, 13.593198 | 10193300510001 | Ladda upp en bild av detta fornminne      |
| Håkantorp 53:1            | Stensättning |              | Håkantorp, Västergötland |       | 58.251861, 13.596427 | 10193300530001 | Ladda upp en bild av detta fornminne      |
| Håkantorp 53:2            | Hög          |              | Håkantorp, Västergötland |       | 58.251749, 13.596263 | 10193300530002 | Ladda upp en bild av detta fornminne      |
| Håkantorp 57:1            | Stensättning |              | Håkantorp, Västergötland |       | 58.256709, 13.595620 | 10193300570001 | Ladda upp en bild av detta fornminne      |
| Håkantorp 60:1            | Stensättning |              | Håkantorp, Västergötland |       | 58.260153, 13.597794 | 10193300600001 | Ladda upp en bild av detta fornminne      |
| Håkantorp 60:3            | Stensättning |              | Håkantorp, Västergötland |       | 58.259928, 13.597716 | 10193300600003 | Ladda upp en bild av detta fornminne      |
| Håkantorp 62:1            | Stensättning |              | Håkantorp, Västergötland |       | 58.259456, 13.597376 | 10193300620001 | Ladda upp en bild av detta fornminne      |
| Håkantorp 63:1            | Stensättning |              | Håkantorp, Västergötland |       | 58.256235, 13.598813 | 10193300630001 | Ladda upp en bild av detta fornminne      |
| Håkantorp 64:1            | Stensättning |              | Håkantorp, Västergötland |       | 58.261547, 13.624382 | 10193300640001 | Ladda upp en bild av detta fornminne      |
| Håkantorp 65:1            | Stensättning |              | Håkantorp, Västergötland |       | 58.262653, 13.626306 | 10193300650001 | Ladda upp en bild av detta fornminne      |
| Håkantorp 67:1            | Stensättning |              | Håkantorp, Västergötland |       | 58.259226, 13.610577 | 10193300670001 | Ladda upp en bild av detta fornminne      |
| Håkantorp 68:1            | Stensättning |              | Håkantorp, Västergötland |       | 58.265923, 13.604413 | 10193300680001 | Ladda upp en bild av detta fornminne      |
| Håkantorp 68:2            | Stensättning |              | Håkantorp, Västergötland |       | 58.265840, 13.604666 | 10193300680002 | Ladda upp en bild av detta fornminne      |
| Håkantorp 69:1            | Stensättning |              | Håkantorp, Västergötland |       | 58.263946, 13.602856 | 10193300690001 | Ladda upp en bild av detta fornminne      |
| Håkantorp 70:1            | Stensättning |              | Håkantorp, Västergötland |       | 58.258117, 13.605215 | 10193300700001 | Ladda upp en bild av detta fornminne      |
| Håkantorp 71:1            | Stensättning |              | Håkantorp, Västergötland |       | 58.258979, 13.605876 | 10193300710001 | Ladda upp en bild av detta fornminne      |
| Håkantorp 71:2            | Stensättning |              | Håkantorp, Västergötland |       | 58.258689, 13.605721 | 10193300710002 | Ladda upp en bild av detta fornminne      |
| Håkantorp 73:1            | Stensättning |              | Håkantorp, Västergötland |       | 58.261983, 13.609263 | 10193300730001 | Ladda upp en bild av detta fornminne      |
| Håkantorp 73:3            | Stensättning |              | Håkantorp, Västergötland |       | 58.261752, 13.609745 | 10193300730003 | Ladda upp en bild av detta fornminne      |
| Håkantorp 74:1            | Stensättning |              | Håkantorp, Västergötland |       | 58.266139, 13.607888 | 10193300740001 | Ladda upp en bild av detta fornminne      |
| Håkantorp 74:2            | Hög          |              | Håkantorp, Västergötland |       | 58.266310, 13.607913 | 10193300740002 | Ladda upp en bild av detta fornminne      |
| Håkantorp 74:3            | Hög          |              | Håkantorp, Västergötland |       | 58.265986, 13.607896 | 10193300740003 | Ladda upp en bild av detta fornminne      |
| Håkantorp 75:1            | Stensättning |              | Håkantorp, Västergötland |       | 58.264677, 13.614835 | 10193300750001 | Ladda upp en bild av detta fornminne      |
| Håkantorp 76:1            | Stensättning |              | Håkantorp, Västergötland |       | 58.267337, 13.610604 | 10193300760001 | Ladda upp en bild av detta fornminne      |
| Håkantorp 77:1            | Stensättning |              | Håkantorp, Västergötland |       | 58.269500, 13.605613 | 10193300770001 | Ladda upp en bild av detta fornminne      |
| Håkantorp 78:1            | Stensättning |              | Håkantorp, Västergötland |       | 58.268413, 13.603755 | 10193300780001 | Ladda upp en bild av detta fornminne      |
| Håkantorp 79:1            | Stensättning |              | Håkantorp, Västergötland |       | 58.268419, 13.608146 | 10193300790001 | Ladda upp en bild av detta fornminne      |
| Håkantorp 80:1            | Gravfält     |              | Håkantorp, Västergötland |       | 58.269304, 13.610241 | 10193300800001 | Ladda upp en bild av detta fornminne      |
| Håkantorp 81:1            | Stensättning |              | Håkantorp, Västergötland |       | 58.268700, 13.612871 | 10193300810001 | Ladda upp en bild av detta fornminne      |
| Håkantorp 82:1            | Hög          |              | Håkantorp, Västergötland |       | 58.272571, 13.612973 | 10193300820001 | Ladda upp en bild av detta fornminne      |
| Håkantorp 83:1            | Stensättning |              | Håkantorp, Västergötland |       | 58.270939, 13.611234 | 10193300830001 | Ladda upp en bild av detta fornminne      |
| Håkantorp 85:1            | Stensättning |              | Håkantorp, Västergötland |       | 58.266782, 13.629304 | 10193300850001 | Ladda upp en bild av detta fornminne      |
| Håkantorp 85:2            | Stensättning |              | Håkantorp, Västergötland |       | 58.266750, 13.628440 | 10193300850002 | Ladda upp en bild av detta fornminne      |
| Håkantorp 85:3            | Stensättning |              | Håkantorp, Västergötland |       | 58.266361, 13.629330 | 10193300850003 | Ladda upp en bild av detta fornminne      |
| Håkantorp 86:1            | Stensättning |              | Håkantorp, Västergötland |       | 58.274247, 13.628417 | 10193300860001 | Ladda upp en till bild av detta fornminne |
| Håkantorp 87:1            | Stensättning |              | Håkantorp, Västergötland |       | 58.274098, 13.626546 | 10193300870001 | Ladda upp en bild av detta fornminne      |
| Håkantorp 87:2            | Stensättning |              | Håkantorp, Västergötland |       | 58.273669, 13.626722 | 10193300870002 | Ladda upp en bild av detta fornminne      |
| Håkantorp 88:1            | Stensättning |              | Håkantorp, Västergötland |       | 58.273189, 13.625826 | 10193300880001 | Ladda upp en till bild av detta fornminne |
| Håkantorp 89:1            | Stensättning |              | Håkantorp, Västergötland |       | 58.272050, 13.625271 | 10193300890001 | Ladda upp en bild av detta fornminne      |
| Håkantorp 91:1            | Stensättning |              | Håkantorp, Västergötland |       | 58.271705, 13.633129 | 10193300910001 | Ladda upp en bild av detta fornminne      |
| Håkantorp 92:1            | Stensättning |              | Håkantorp, Västergötland |       | 58.266685, 13.621936 | 10193300920001 | Ladda upp en bild av detta fornminne      |
| Håkantorp 92:2            | Stensättning |              | Håkantorp, Västergötland |       | 58.266691, 13.622344 | 10193300920002 | Ladda upp en bild av detta fornminne      |
| Håkantorp 93:1            | Stenkrets    |              | Håkantorp, Västergötland |       | 58.267086, 13.624812 | 10193300930001 | Ladda upp en bild av detta fornminne      |
| Håkantorp 94:2            | Stensättning |              | Håkantorp, Västergötland |       | 58.265990, 13.626658 | 10193300940002 | Ladda upp en bild av detta fornminne      |
| Håkantorp 94:3            | Hög          |              | Håkantorp, Västergötland |       | 58.265993, 13.627475 | 10193300940003 | Ladda upp en bild av detta fornminne      |
| Håkantorp 95:1            | Stensättning |              | Håkantorp, Västergötland |       | 58.265231, 13.626969 | 10193300950001 | Ladda upp en bild av detta fornminne      |
| Håkantorp 96:1            | Stensättning |              | Håkantorp, Västergötland |       | 58.268322, 13.634530 | 10193300960001 | Ladda upp en bild av detta fornminne      |
| Håkantorp 98:1            | Gravfält     |              | Håkantorp, Västergötland |       | 58.259816, 13.615888 | 10193300980001 | Ladda upp en bild av detta fornminne      |
| Håkantorp 100:1           | Stensättning |              | Håkantorp, Västergötland |       | 58.271865, 13.634280 | 10193301000001 | Ladda upp en bild av detta fornminne      |
| Håkantorp 100:2           | Stensättning |              | Håkantorp, Västergötland |       | 58.271968, 13.634513 | 10193301000002 | Ladda upp en bild av detta fornminne      |
| Håkantorp 101:1           | Stensättning |              | Håkantorp, Västergötland |       | 58.270124, 13.607698 | 10193301010001 | Ladda upp en bild av detta fornminne      |
| Håkantorp 105:1           | Stensättning |              | Håkantorp, Västergötland |       | 58.272515, 13.617684 | 10193301050001 | Ladda upp en bild av detta fornminne      |
| Håkantorp 105:2           | Stensättning |              | Håkantorp, Västergötland |       | 58.272282, 13.617815 | 10193301050002 | Ladda upp en bild av detta fornminne      |
| Håkantorp 106:1           | Stenkrets    |              | Håkantorp, Västergötland |       | 58.275816, 13.621208 | 10193301060001 | Ladda upp en bild av detta fornminne      |
| Håkantorp 113:1           | Stensättning |              | Håkantorp, Västergötland |       | 58.271542, 13.624957 | 10193301130001 | Ladda upp en bild av detta fornminne      |
| Håkantorp 116:1           | Stensättning |              | Håkantorp, Västergötland |       | 58.259651, 13.603351 | 10193301160001 | Ladda upp en bild av detta fornminne      |
| Håkantorp 117:1           | Stensättning |              | Håkantorp, Västergötland |       | 58.261328, 13.603743 | 10193301170001 | Ladda upp en bild av detta fornminne      |
| Håkantorp 118:1           | Stensättning |              | Håkantorp, Västergötland |       | 58.262311, 13.603941 | 10193301180001 | Ladda upp en bild av detta fornminne      |
| Håkantorp 120:1           | Stensättning |              | Håkantorp, Västergötland |       | 58.264411, 13.615646 | 10193301200001 | Ladda upp en bild av detta fornminne      |
| Håkantorp 123:1           | Stensättning |              | Håkantorp, Västergötland |       | 58.257887, 13.613830 | 10193301230001 | Ladda upp en bild av detta fornminne      |
| Håkantorp 124:1           | Stensättning |              | Håkantorp, Västergötland |       | 58.255340, 13.618655 | 10193301240001 | Ladda upp en bild av detta fornminne      |
| Håkantorp 130:1           | Stensättning |              | Håkantorp, Västergötland |       | 58.243740, 13.621029 | 10193301300001 | Ladda upp en bild av detta fornminne      |
| Håkantorp 131:1           | Stensättning |              | Håkantorp, Västergötland |       | 58.240351, 13.624638 | 10193301310001 | Ladda upp en bild av detta fornminne      |
| Håkantorp 134:1           | Stensättning |              | Håkantorp, Västergötland |       | 58.272912, 13.634004 | 10193301340001 | Ladda upp en bild av detta fornminne      |
| Håkantorp 135:1           | Stensättning |              | Håkantorp, Västergötland |       | 58.260590, 13.597178 | 10193301350001 | Ladda upp en bild av detta fornminne      |
| Håkantorp 136:1           | Hög          |              | Håkantorp, Västergötland |       | 58.258737, 13.596382 | 10193301360001 | Ladda upp en bild av detta fornminne      |
| Håkantorp 138:1           | Stensättning |              | Håkantorp, Västergötland |       | 58.256551, 13.597110 | 10193301380001 | Ladda upp en bild av detta fornminne      |
| Håkantorp 139:1           | Stensättning |              | Håkantorp, Västergötland |       | 58.256938, 13.597737 | 10193301390001 | Ladda upp en bild av detta fornminne      |
| Håkantorp 140:1           | Gravfält     |              | Håkantorp, Västergötland |       | 58.257271, 13.597204 | 10193301400001 | Ladda upp en bild av detta fornminne      |
| Håkantorp 141:1           | Stensättning |              | Håkantorp, Västergötland |       | 58.247633, 13.599676 | 10193301410001 | Ladda upp en bild av detta fornminne      |
| Håkantorp 144:1           | Stensättning |              | Håkantorp, Västergötland |       | 58.249930, 13.596729 | 10193301440001 | Ladda upp en bild av detta fornminne      |
| Håkantorp 151:1           | Stensättning |              | Håkantorp, Västergötland |       | 58.272391, 13.629637 | 10193301510001 | Ladda upp en bild av detta fornminne      |